# Las 3P's
«Las 3P's» es la tercera canción, sencillo y videoclip, en formato de animación infantil interpretado por el personaje del canal Discovery Kids Doki en la banda titulada Doki y sus amigos y creado por la autora Xandra Uribe y el compositor Juan Camilo Ríos. El sencillo anterior fue Oki Doki y el posterior es Cosas interpretada por Mundi. 
La canción fue creada por la subdivisión de Steinbranding Design Studios y Laboratoon; y producido por Discovery Communications Inc, Discovery International y Discovery Networks. La animación fue diseñada por Andrea Cingolani con Adobe Ilustrator.

## Argumento
La canción trata de Doki y sus amigos haciendo deportes. Esta canción fue parte del especial de televisión ¡En sus marcas, listos, ya!. en el que se presentó del 16 al 20 de febrero del 2009 y la primera aparición de dos amigos: Fico, una foca de color azul y Gabi, una cabra, ambos de seis años de edad.

## Producción y lanzamiento
La canción fue renovada entre marzo y junio del mismo año con el logo siguiente. 
Su lanzamiento fue el 2 de noviembre del 2010 por EMI.